# 隈取磁極型誘導電動機

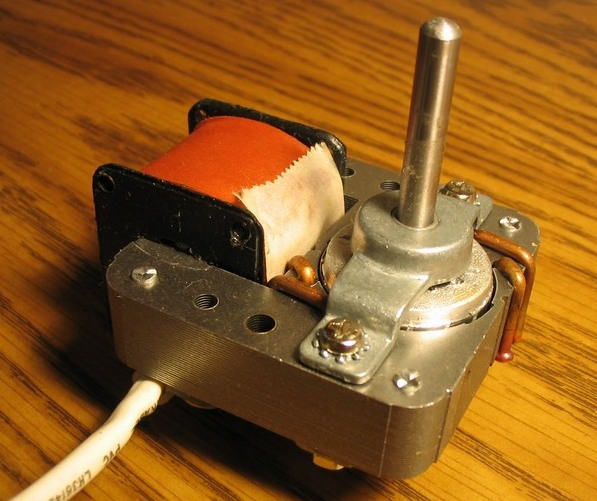
スケルトンモータ

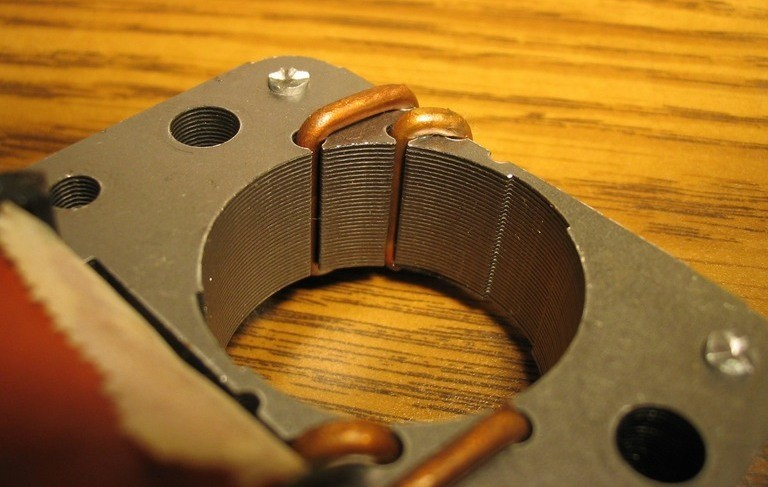
ステーターと隈取りコイル

隈取磁極型誘導電動機（くまとりじきょくがたゆうどうでんどうき）は、単相誘導電動機の一種である。くま取りコイルモータ、くま取り巻線形電動機、隈取線輪型誘導電動機とも呼ばれる。

## 基本構造
隈取磁極は単相交流電源で使用する誘導電動機にて、始動トルクを得る方式の一つである。
2極の磁極(ステータ)コイルに単相交流を印加すると交番磁界が発生する。その一部において、短絡コイル（くま取りコイル）により位相を遅れさせることで、交番磁界を擬似的に回転磁界にする。この磁界の回転方向に回転子(ロータ)は回りだす。一度始動した後は、2極型の直流整流子電動機の要領で回転を続ける。
名称の『隈取』は、歌舞伎役者の化粧と同じ由来で、影を作ることを意味する。磁気的に考えて、短絡コイルが界磁を遮り（影を作り）、励磁を遅らせるためである。
隈取コイルを90°ずらして2対設置して、回路が開放しておき、どちらかを短絡することで逆転可能なモーターとすることができる。既成のモーターを逆回転させることはできない。
単相誘導電動機としては構造が単純で安価であるが、効率が悪いため、小型で負荷の軽い冷却ファンなどの用途に使用される。

ステータとロータがハウジングに収められておらず露出したタイプのモータは「スケルトンモータ」とも呼ばれることがある。特に安価な交流モータとして扇風機等に使用されている。